# Paraty-Mirim
Koordinaten: 23° 14′ 30″ S, 44° 37′ 58″ W
Bei dem Gebiet von Paraty-Mirim handelt es sich um einen Naturpark, der vom Bundesstaat Rio de Janeiro eingerichtet wurde und in der Nähe des historischen Ortes Paraty liegt.
Der Park reicht im Osten bis an die Küste des Atlantiks. Innerhalb des Parks befinden sich mehrere Bauernhöfe (Fazendas) sowie ein ausgedehntes Indianerreservat, welches bis an die Grenzen des Bundesstaates São Paulo reicht. 
Der Naturpark Paraty-Mirim ist Teil des Tropenwaldes Mata Atlântica, der wiederum Teil des brasilianischen Biosphärenreservats der UNESCO darstellt. Der Park ist Teil des viel größeren Nationalparks Serra da Bocaina.

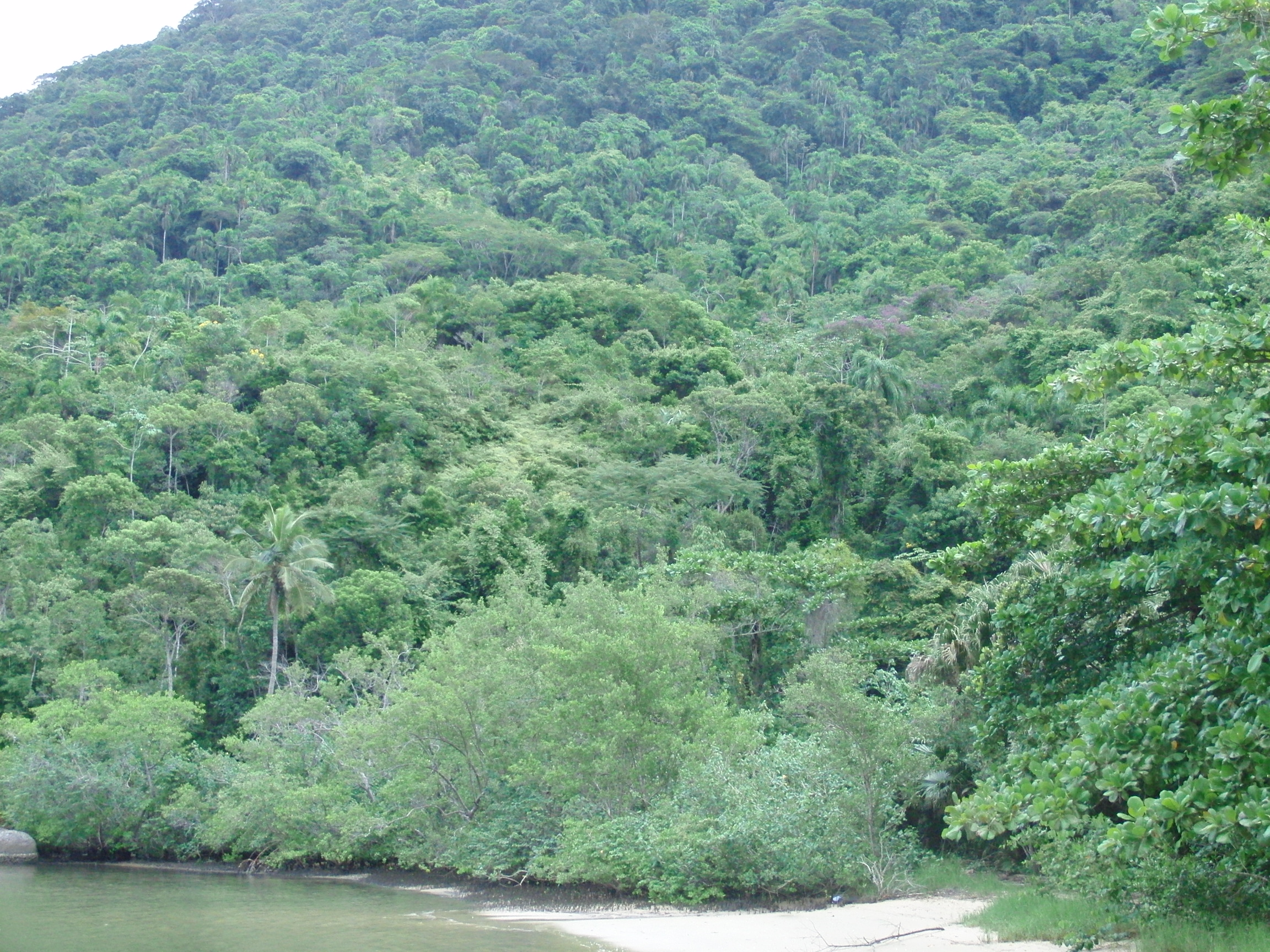
Ausschnitt des Parks bei Paraty-Mirim
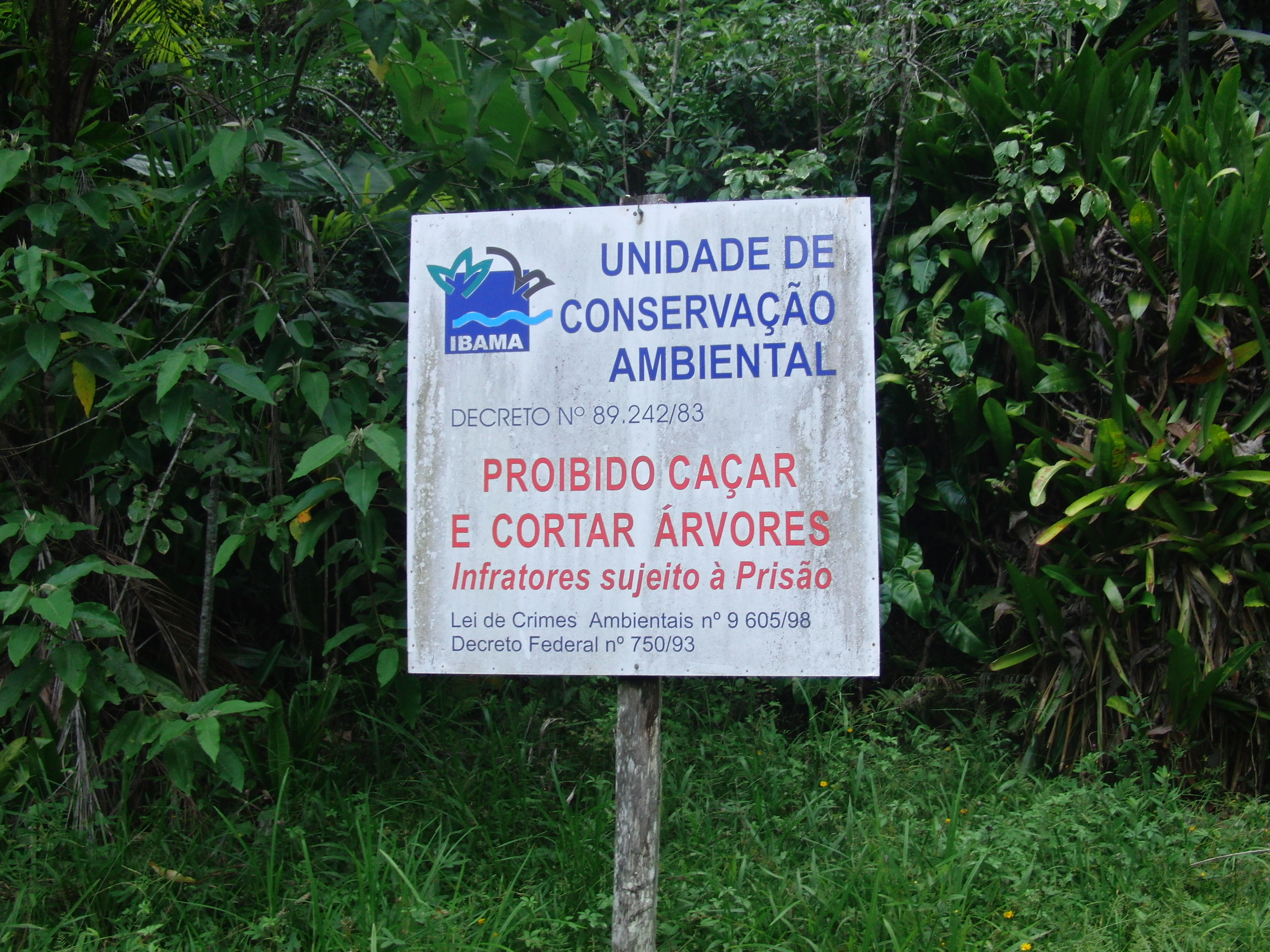
Warntafel: Fällen jeglicher Bäume steht unter Strafe
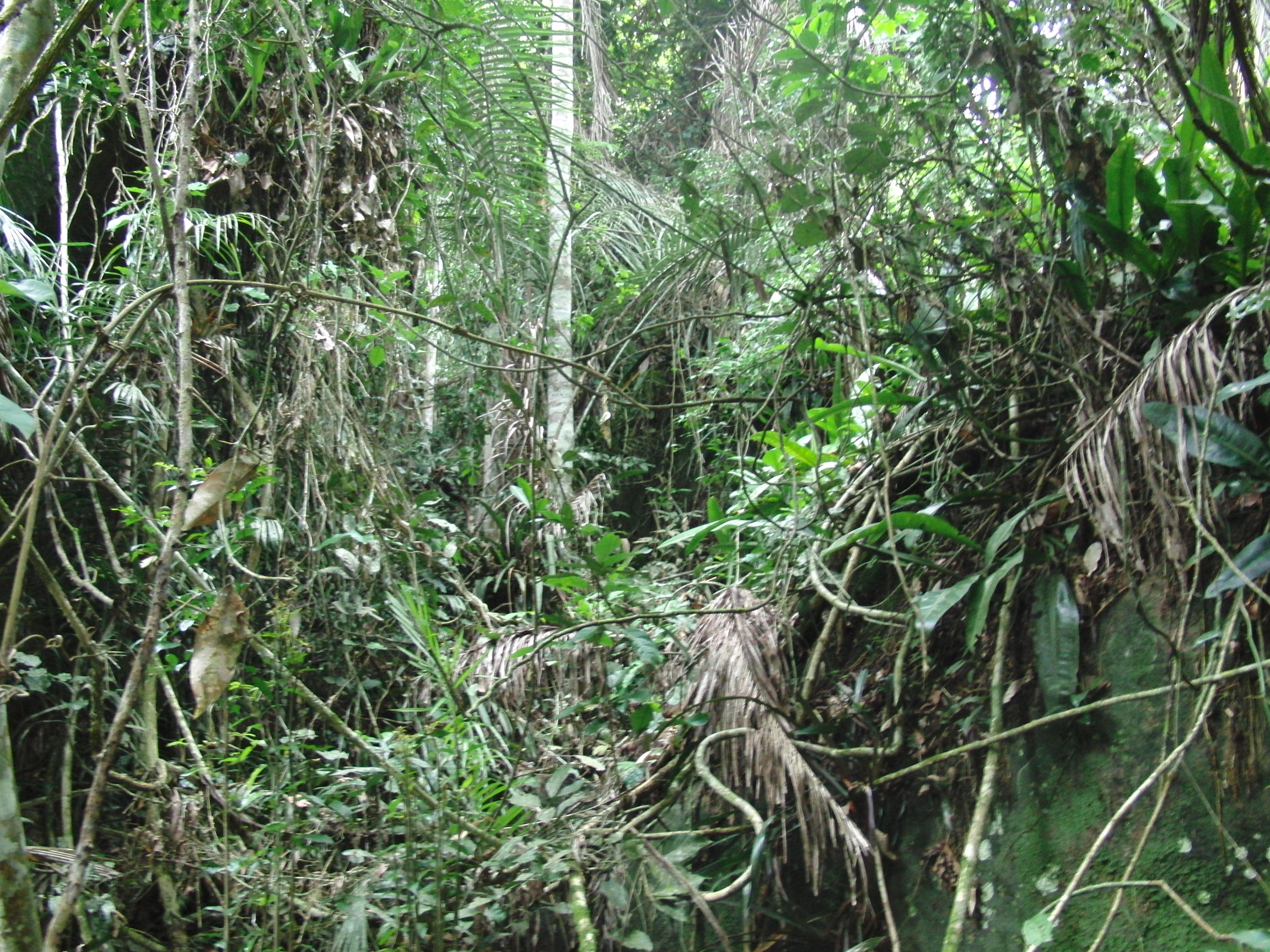
Im Naturpark bei Paraty-Mirim